# Andrejs Mamikins
Andrejs Mamikins, ros. Андрей Владимирович Мамыкин, trb. Andriej Władimirowicz Mamykin (ur. 11 marca 1976 w Leningradzie) – łotewski dziennikarz rosyjskiej narodowości, poseł do Parlamentu Europejskiego VIII kadencji.

## Życiorys
Urodził się w 1976 w Leningradzie, jednak jeszcze w tym samym roku matka (pochodząca z Rygi) powróciła na Łotwę. W 1994 ukończył szkołę średnią nr 88 w Rydze, następnie studiował literaturę i język rosyjski na wydziale filologicznym Uniwersytetu Łotwy. Początkowo pracował jako nauczyciel. W 1996 został dziennikarzem w czasopiśmie „SM”, następnie współpracował z pismami „Čas” i „Subbota”. Od 2002 do 2013 pracował w rosyjskojęzycznej telewizji TV5, gdzie prowadził swój własny program Bez cenzūras. Po odejściu z tej stacji kontynuował swoją audycję w telewizji REN TV Baltija. Jesienią 2013 dołączył do stacji telewizyjnej PBK.
W wyborach do Parlamentu Europejskiego w 2014 kandydował z listy Socjaldemokratycznej Partii „Zgoda”. Jako jedyny przedstawiciel tej partii uzyskał mandat poselski do PE VIII kadencji.
W 2018 związał się z Rosyjskim Związkiem Łotwy, w kampanii wyborczej do Sejmu był zaprezentowany jako kandydat tego ugrupowania na urząd premiera. Po wyborczej porażce zadeklarował rezygnację z aktywności politycznej. W 2023 przeprowadził się do Rosji